# Malá Čierna
Malá Čierna (maďarsky Kiscserna) je obec na Slovensku v okrese Žilina. V roce 2011 zde žilo 353 obyvatel. První písemná zmínka o obci pochází z roku 1471.
Malá Černá byla poprvé zmíněna v darovací listině krále Matyáše Korvína jako Kys Charma. Nachází se zde Kostel Povýšení sv. Kříže, který byl postaven v letech 1936 – 1940 a zrekonstruovaný v letech 1990 – 1991, vysvěcen potom 15. září 1991.